# Fantom (jármű)

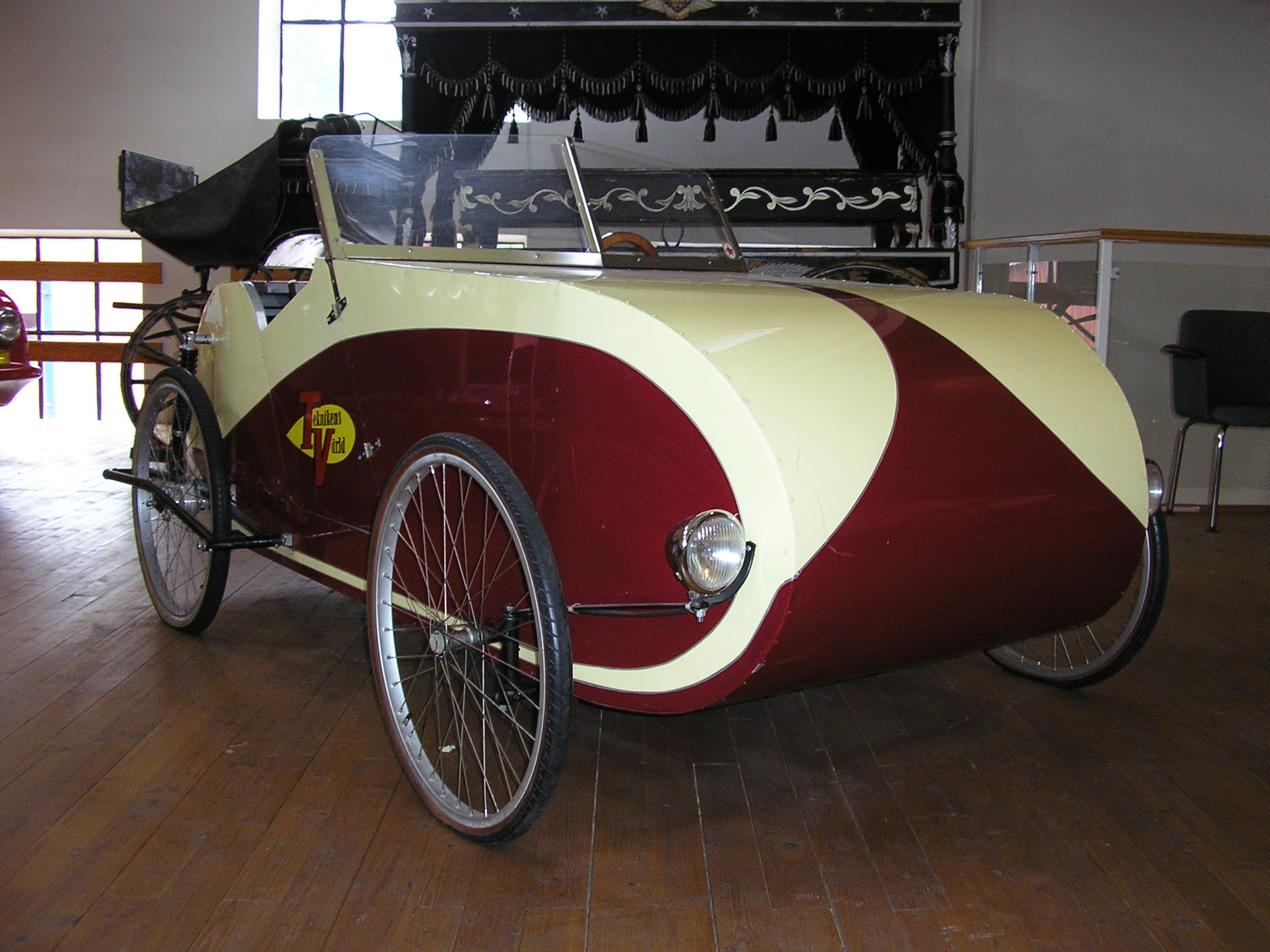
Kétüléses nyitott Fantom

A Fantom egy svéd velomobil, négy kerékkel, kettő elöl és kettő hátul. Nincs első felfüggesztése, de hátul van. 
A Fantomot soha nem értékesítették termékként. Ehelyett tervrajzgyűjteményként adták el. A rajzok nem pontos tervrajzok, egyféle útmutatásként alkalmazhatóak. A Hobbex svéd kereskedelmi társaság megvásárolta a rajzokra vonatkozó jogokat, és az 1940-es évek óta folyamatosan árulta, kivéve egy rövid szünetet az 1990-es években. Több mint 100 000 példányt értékesítettek belőle, de csak tíz dokumentált kivitelezés létezik. A rajzok nem voltak méretezve, és ha pontosan a tervrajzot valósítanánk meg, akkor nem lehetne kinyitni az ajtót.
Az 1980-as években Carl-Georg Rasmussen ismételten felfedezte a Fantomot, egy újratervezett változatot készített, és elnevezte Leitrának.

## Fordítás
Ez a szócikk részben vagy egészben  a   Fantom című angol Wikipédia-szócikk ezen változatának fordításán alapul.  Az eredeti cikk szerkesztőit annak laptörténete sorolja fel. Ez a jelzés csupán a megfogalmazás eredetét és a szerzői jogokat jelzi, nem szolgál a cikkben szereplő információk forrásmegjelöléseként.